# Curtiss P-36 Hawk
Curtiss P-36 Hawk («Яструб») — американський винищувач, створений в 1930-х роках фірмою Curtiss. Також відомий як «Model 75».
Не поступався літакам, що створювались на той момент у Німеччині та Великій Британії, відповідав всім вимогам нового покоління винищувачів. Являв собою суцільнометалевий моноплан з добре обробленими, «зализаними» формами й з потужним поршневим двигуном.
Будучи вже застарілим до початку Другої світової війни, знайшов обмежене бойове використання в ВПС Сполучених Штатів. Проте достатньо широко використовувався повітряними силами Французької республіки при обороні в 1939—1940 роках, і пізніше в складі сил вішистської авіації. Знаходився на озброєнні британських ВПС і народної армії Китаю. Декілька десятків Р-36 активно воювали проти радянської авіації в складі фінських військово-повітряних сил.
Всього було побудовано приблизно 1200 винищувачів різних модифікацій.

## Французькі ВПС

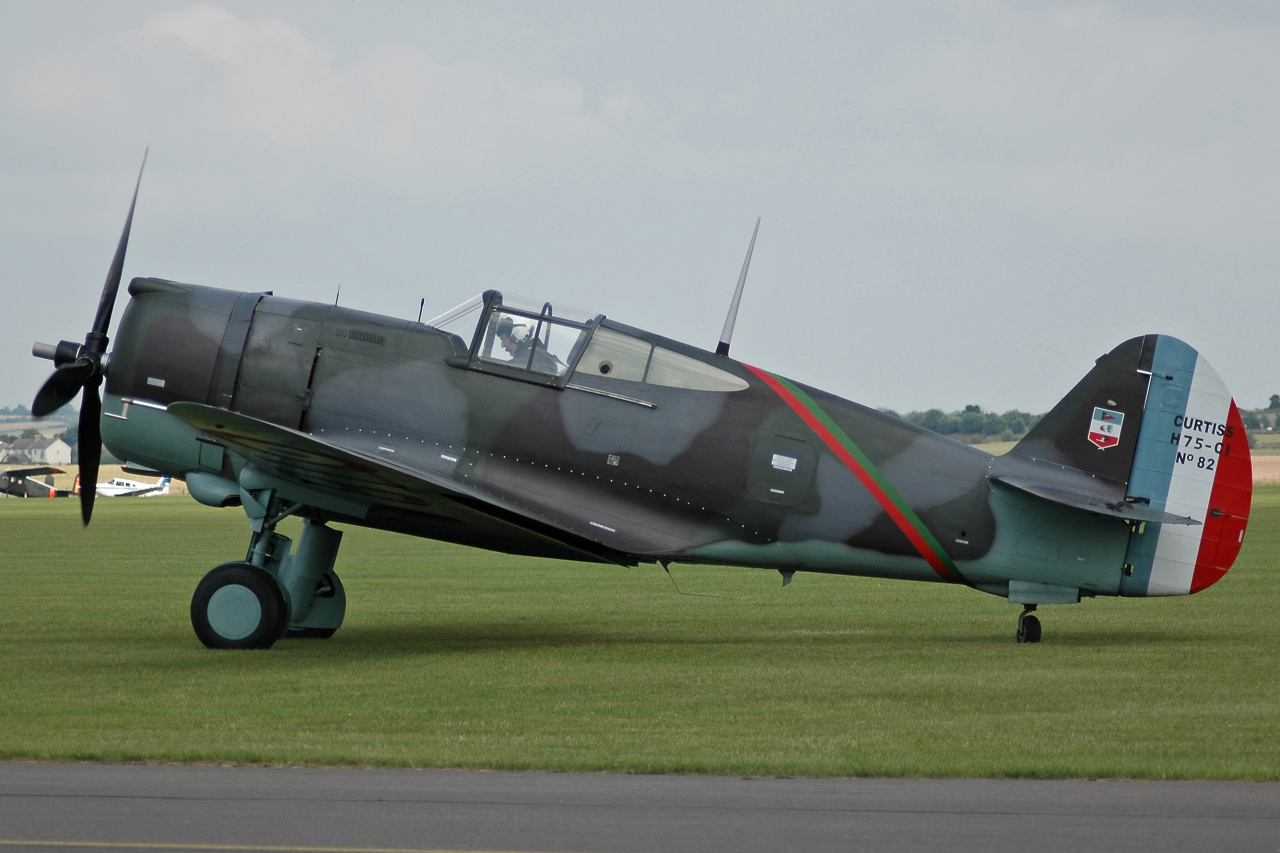
Curtiss H75C-1

Запуск у виробництво першої серії Р-36 «Hawk», пробудив до нього інтерес французького міністерства оборони. Почались переговори на постачання французьким повітряним силам трьохсот літаків. Однак переговори зразу наштовхнулись на дві перешкоди. Першим слабким місцем передбачуваного контракту стала ціна Р-36, яка вдвічі перевищувала вироблювані французами винищувачі Morane-Saulnier MS.406 і Bloch MB.150. Другим проблемним питанням виявився низький темп поставок нового винищувача в Європу, який пропонувався фірмою «Кертіс», і який ніяк не влаштовував французьку сторону.
Більше того, американські ВПС були стурбовані можливістю нового контракту, який, як вони думали, міг пригальмувати виконання поставок «Кертісів» для вітчизняної військової авіації. І американці почали відкрито протидіяти укладенню цього договору.
Лише втручання президента Франкліна Делано Рузвельта зрушило справу з мертвої точки. Він особисто запросив французького льотчика-випробовувача Мішеля Детройя(фр.) випробовувати новий літак, який сподобався пілоту.
Ентузіазм Детройя, проблеми з «MB 150» і тиск такого фактора, як інтенсивне та вже майже неприховане переозброєння люфтваффе, змусили французів придбати 100 літаків Р-36 «Model 75» і 173 авіадвигунів.
Перша «Модель 75А-1» прибула в Францію в грудні 1938. З березня 1939 вони стали на бойове чергування. Всі літаки, що прибували, зазнали ряду модернізацій. «Кертіси 75-С1» («Hawk»'ами у Франції літаки не називались) переоснащували двигунами Пратта і Вітні (900 к.с), авіоніка переводилась у метричну систему, трохи змінювалась система керування, озброєння змінювався зі стандартного американського варіанта — один кулемет 7.62 мм і один 12.7 мм, синхронізовані через лопаті, на чотири кулемети калібру 7.5 мм, також виконувались ряд менш значних змін.
8 вересня 1939, «Кертіси 75» збили два Мессершміти 109, — перші літаки, які були знищені Союзниками на західному фронті.
Всього в 1939—1940 французькими пілотами на «Кертіс 75» було здобуто 230 підтверджених перемог. При цьому, французькими ВПС вважається, що «Кертісів» було втрачено лише 29 одиниць.

## ВПС Фінляндії

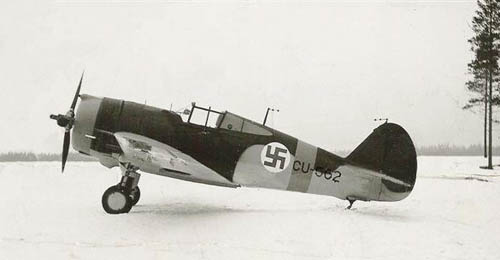
Curtiss Hawk 75A-3

Після захоплення Франції, Німеччина погодилась продати Фінляндії захоплені «Кертіси». Сумарно, 44 літаки Р-36 п'ятьох модифікацій були відправлені до Фінляндії від 23 червня 1941 до 5 січня 1944. Не всі ці літаки були французькими, декілька раніше належали норвезьким ВПС.
Фінські військові вельми високо оцінили переваги американського літака. На отриманих винищувачах фінські пілоти збили 190 радянських літаків у період від 16 липня 1941 до 27 липня 1944, при 15 втрачених своїх.
Придбані фінами «Кертіс 75» мали французьку комплектацію озброєння (чотири або шість кулеметів калібру 7.5 мм). Але розвиток радянської авіації показав недостатню вогневу міць такого варіанту бойового оснащення літака. Починаючи з 1942 фінські Р-36 почали обладнувати фюзеляж одним або двома великокаліберними кулеметами 12.7 мм і двома або чотирма кулеметами 7.7 мм на кожне крило. Встановлення важких кулеметів не позначилася на швидкості літака через його гарну тягооснащеність і якісно підвищило його вогневу міць.
Літаки, що збереглися після війни, перебували на озброєнні до 1948 року.

## ТТХ
- Розмах-крил — 11,37 м
- Довжина — 8.71 м
- Швидкість макс. — 501 км/час
- Висотна стеля — 10000 м
- Дальність польоту — 1300 км
- Маса порожнього — 2070 кг
- Злітна вага — 2700 кг
- Озброєння — два синхронізовані кулемети 7,62 мм
- Екіпаж — 1 людина